# Filip I wołogoski
Filip I, zwany Pobożnym (ur. 14/15 lipca 1515 w Szczecinie, zm. 14 lutego 1560 w Wołogoszczy) – syn Jerzego I, księcia pomorskiego, szczecińskiego i wołogoskiego oraz Amelii reńskiej.

## Życie i panowanie
Był drugim dzieckiem i zarazem drugim synem (najstarszym, który dożył wieku dojrzałego) księcia Jerzego I i Amelii reńskiej. Imię otrzymał po ojcu matki, palatynie reńskim Filipie Wittelsbachu, z którego gościny korzystał podczas studiów w Heidelbergu. Po śmierci ojca w 1531 stał się współwładcą księstwa pomorskiego u boku swego stryja Barnima IX Pobożnego.
W wyniku podziału księstwa, do którego doszło 21 października 1532, został księciem wołogoskim panującym nad ziemiami na zachód od Odry i na Rugii. Dodatkowo w 1541 przyłączył do swego władztwa ziemie między Tywą a Odrą, Gryfino oraz komturię swobnicką.
13 grudnia 1534 podczas obrad sejmu ziemskiego w Trzebiatowie – Filip I i Barnim IX wprowadzili luteranizm na Pomorzu Zachodnim, jako religię państwową. Zmiana religii (konwersja), mimo sprzeciwu większości obradujących, nastąpiła na skutek decyzji jaką podjęli książęta pomorscy, którzy skorzystali z przysługujących im przywilejów. Reformacja na Pomorzu Zachodnim przewidywała m.in. sekularyzację dóbr kościelnych oraz utworzenie Pomorskiego Kościoła Ewangelickiego.
W ślad za sojuszem pomorsko-saskim z 1535 doszło w roku następnym do ślubu Filipa I z Marią, córką elektora saskiego. Najpierw, 26 lutego 1536 doszło do wymiany obrączek i ślubu cywilnego, natomiast w dniu następnym, tj. 27 lutego w Torgau została odprawiona przez Marcina Lutra uroczysta msza ślubna.
W 1537 przystąpił do związku szmalkaldzkiego, który od 27 lutego 1537 zrzeszał protestanckich książąt przeciw katolickiemu cesarzowi Karolowi V Habsburgowi. Wraz z Barnimem IX został w późniejszym czasie oskarżony przez cesarza o zdradę, która została wybaczona dzięki wstawiennictwu króla polskiego Zygmunta Starego.
W czasie swojego panowania w księstwie wołogoskim zreorganizował zarządzanie dobrami książęcymi, dzięki czemu powiększył znacznie dochody państwa i wzmocnił obronność kraju (przebudował m.in. zamek we Wkryujściu). Dbał również o rozwój nauki. Zorganizował m.in. bibliotekę na zamku w Wołogoszczy oraz przyczynił się do utworzenia Pedagogium w Szczecinie.
Książę Filip zmarł 14 lutego 1560 w Wołogoszczy, w wieku 45 lat. Został pochowany tamże 21 lutego, w kościele parafialnym pod wezwaniem św. Piotra. Jego księstwo odziedziczyli dwaj najstarsi synowie, tj. Jan Fryderyk i Bogusław XIII. Do czasu uzyskania wieku sprawnego pozostawali pod opieką m.in. Barnima IX Pobożnego.

## Rodzina
Filip I wołogoski był żonaty z Marią, córką Jana, elektora saskiego i Małgorzaty (Anhalt). Z małżeństwa pochodziło liczne potomstwo:
- Jerzy II (ur. 13 lutego 1540, zm. 16 listopada 1544) – zmarł w wieku dziecięcym,
- Jan Fryderyk (ur. 27 sierpnia 1542, zm. 9 lutego 1600) – książę wołogoski i szczeciński,
- Bogusław XIII (ur. 9 sierpnia 1544, zm. 7 marca 1606) – książę wołogoski i szczeciński; książę na Bardzie, Nowopolu, Lęborku, Darłowie i Bytowie,
- Ernest Ludwik (ur. 1 listopada 1545, zm. 17 czerwca 1592) – książę wołogoski,
- Amelia (ur. 28 stycznia 1547, zm. 16 września 1580) – prawdopodobnie mniszka,
- Barnim X Młodszy (ur. 15 lutego 1549, zm. 1 września 1603) – książę na Darłowie, Bytowie i Bukowie; książę szczeciński,
- Eryk III (ur. 22 sierpnia 1551, zm. 12/13 grudnia 1551) – zmarł w wieku niemowlęcym,
- Małgorzata (ur. 19 marca 1553, zm. 5 września 1581) – żona Franciszka II, księcia sasko-lauenburskiego,
- Anna (ur. 18 września 1554, zm. 10 września 1626) – żona Ulryka III, księcia meklemburskiego na Güstrowie i Schwerinie,
- Kazimierz VII (ur. 22 marca 1557, zm. 10 maja 1605) – książę na Darłowie i Bytowie; książę szczeciński[11].

Źródła współczesne przypisywały Filipowi I i Marii saskiej również syna Filipa II i Zofię, jednak literatura przedmiotu podważa ich istnienie. Za domniemanego nieślubnego syna Filipa I uchodzi Ludwik, pan na Putbus (ur. 1549, zm. 10 sierpnia 1594), syn Jerzego I i Anny Katarzyny, hrabianki Hohenstein na Vierraden, nieznane są jednak okoliczności, w jakich mogłoby dojść do bliższego związku pomiędzy księciem wołogoskim a Anną Katarzyną.

### Genealogia
| Bogusław X ur. 28 lub 29 V 1454 zm. 5 X 1523 | Bogusław X ur. 28 lub 29 V 1454 zm. 5 X 1523 |                                                           |                                                           | Anna Jagiellonka ur. 12 III 1476 zm. 12 VIII 1503 | Anna Jagiellonka ur. 12 III 1476 zm. 12 VIII 1503 |  |  | Filip Wittelsbach elektor Palatynatu Reńskiego ur. 1448 zm. 1508 | Filip Wittelsbach elektor Palatynatu Reńskiego ur. 1448 zm. 1508 |                                            |                                            | Małgorzata bawarska ur. ? zm. ? | Małgorzata bawarska ur. ? zm. ? |
|                                              |                                              |                                                           |                                                           |                                                   |                                                   |  |  |                                                                  |                                                                  |                                            |                                            |                                 |                                 |
|                                              |                                              |                                                           |                                                           |                                                   |                                                   |  |  |                                                                  |                                                                  |                                            |                                            |                                 |                                 |
|                                              |                                              | Jerzy I pomorski ur. 11 IV 1493 zm. na przeł. 9/10 V 1531 | Jerzy I pomorski ur. 11 IV 1493 zm. na przeł. 9/10 V 1531 |                                                   |                                                   |  |  |                                                                  |                                                                  | Amelia reńska ur. 25 VII 1490 zm. 6 I 1525 | Amelia reńska ur. 25 VII 1490 zm. 6 I 1525 |                                 |                                 |
|                                              |                                              |                                                           |                                                           |                                                   |                                                   |  |  |                                                                  |                                                                  |                                            |                                            |                                 |                                 |
|                                              |                                              |                                                           |                                                           |                                                   |                                                   |  |  |                                                                  |                                                                  |                                            |                                            |                                 |                                 |
|                                              |                                              |                                                           |                                                           |                                                   |                                                   |  |  |                                                                  |                                                                  |                                            |                                            |                                 |                                 |

|                                               |                                               | Maria saska ur. 15 XII 1516 zm. w okr. 5–7 I 1583 OO 26 II 1536 | Maria saska ur. 15 XII 1516 zm. w okr. 5–7 I 1583 OO 26 II 1536 | Filip I wołogoski (ur. 14/15 VII 1515, zm. 14 II 1560) | Filip I wołogoski (ur. 14/15 VII 1515, zm. 14 II 1560) |                                            |                                            |                                             |                                             |
|                                               |                                               |                                                                 |                                                                 |                                                        |                                                        |                                            |                                            |                                             |                                             |
|                                               |                                               |                                                                 |                                                                 |                                                        |                                                        |                                            |                                            |                                             |                                             |
|                                               |                                               |                                                                 |                                                                 |                                                        |                                                        |                                            |                                            |                                             |                                             |
| Jerzy II ur. 13 II 1540 zm. 16 XI 1544        | Jerzy II ur. 13 II 1540 zm. 16 XI 1544        | Jan Fryderyk ur. 27 VIII 1542 zm. 9 II 1600                     | Jan Fryderyk ur. 27 VIII 1542 zm. 9 II 1600                     | Bogusław XIII ur. 9 VIII 1544 zm. 7 III 1606           | Bogusław XIII ur. 9 VIII 1544 zm. 7 III 1606           | Ernest Ludwik ur. 1 XI 1545 zm. 17 VI 1592 | Ernest Ludwik ur. 1 XI 1545 zm. 17 VI 1592 | Amelia ur. 28 I 1547 zm. 16 IX 1580         | Amelia ur. 28 I 1547 zm. 16 IX 1580         |
|                                               |                                               |                                                                 |                                                                 |                                                        |                                                        |                                            |                                            |                                             |                                             |
| Barnim X Młodszy ur. 15 II 1549 zm. 1 IX 1603 | Barnim X Młodszy ur. 15 II 1549 zm. 1 IX 1603 | Eryk III ur. 22 VIII 1551 zm. 12/13 XII 1551                    | Eryk III ur. 22 VIII 1551 zm. 12/13 XII 1551                    | Małgorzata ur. 19 III 1553 zm. 5 IX 1581               | Małgorzata ur. 19 III 1553 zm. 5 IX 1581               | Anna ur. 18 IX 1554 zm. 10 IX 1626         | Anna ur. 18 IX 1554 zm. 10 IX 1626         | Kazimierz VII ur. 22 III 1557 zm. 10 V 1605 | Kazimierz VII ur. 22 III 1557 zm. 10 V 1605 |

### Opracowania
- Kazimierz Kozłowski, Jerzy Podralski, Gryfici. Książęta Pomorza Zachodniego, Szczecin: Krajowa Agencja Wydawnicza, 1985, ISBN 83-03-00530-8, OCLC 189424372. Brak numerów stron w książce
- Rymar E., Rodowód książąt pomorskich, T. II, Szczecin 1995, ISBN 83-902780-0-6.
- Edward Rymar, Rodowód książąt pomorskich, Szczecin: Książnica Pomorska im. Stanisława Staszica, 2005, ISBN 83-87879-50-9, OCLC 69296056. Brak numerów stron w książce
- Szymański J.W., Książęcy ród Gryfitów, Goleniów – Kielce 2006, ISBN 83-7273-224-8.
- Wesołowska S., Szkic do dziejów szkolnictwa w Trzebiatowie od XIV wieku do czasów współczesnych, [w:] Łysiak W. (red.), Trzebiatów – historia i kultura II, Poznań 2001, ISBN 83-87437-08-5.

### Opracowania online
- v. Bülow, Philipp I., Herzog von Pommern-Wolgast (niem.), [w:] NDB, ADB Deutsche Biographie (niem.), [dostęp 2012-03-30].
- Madsen U., Philipp I. Herzog von Pommern-Wolgast (niem.), [dostęp 2012-03-30].